# Xã Renville, Quận Bottineau, Bắc Dakota
Xã Renville (tiếng Anh: Renville Township) là một xã thuộc quận Bottineau, tiểu bang Bắc Dakota, Hoa Kỳ. Năm 2010, dân số của xã này là 32 người.